# Valerij Zykov
Valerij Borisovič Zykov (in russo Валерий Борисович Зыков?; Gor'kij, 24 febbraio 1944) è un ex calciatore sovietico, di ruolo difensore.

## Carriera

### Club
Durante la sua carriera ha giocato principalmente con la Dinamo Mosca, con cui conta 213 presenze ed una rete.

### Nazionale
Conta 4 presenze con la Nazionale sovietica.

## Palmarès
- Coppa dell'URSS: 2

Dinamo Mosca: 1966-1967, 1970